# 三灶镇 (珠海市)

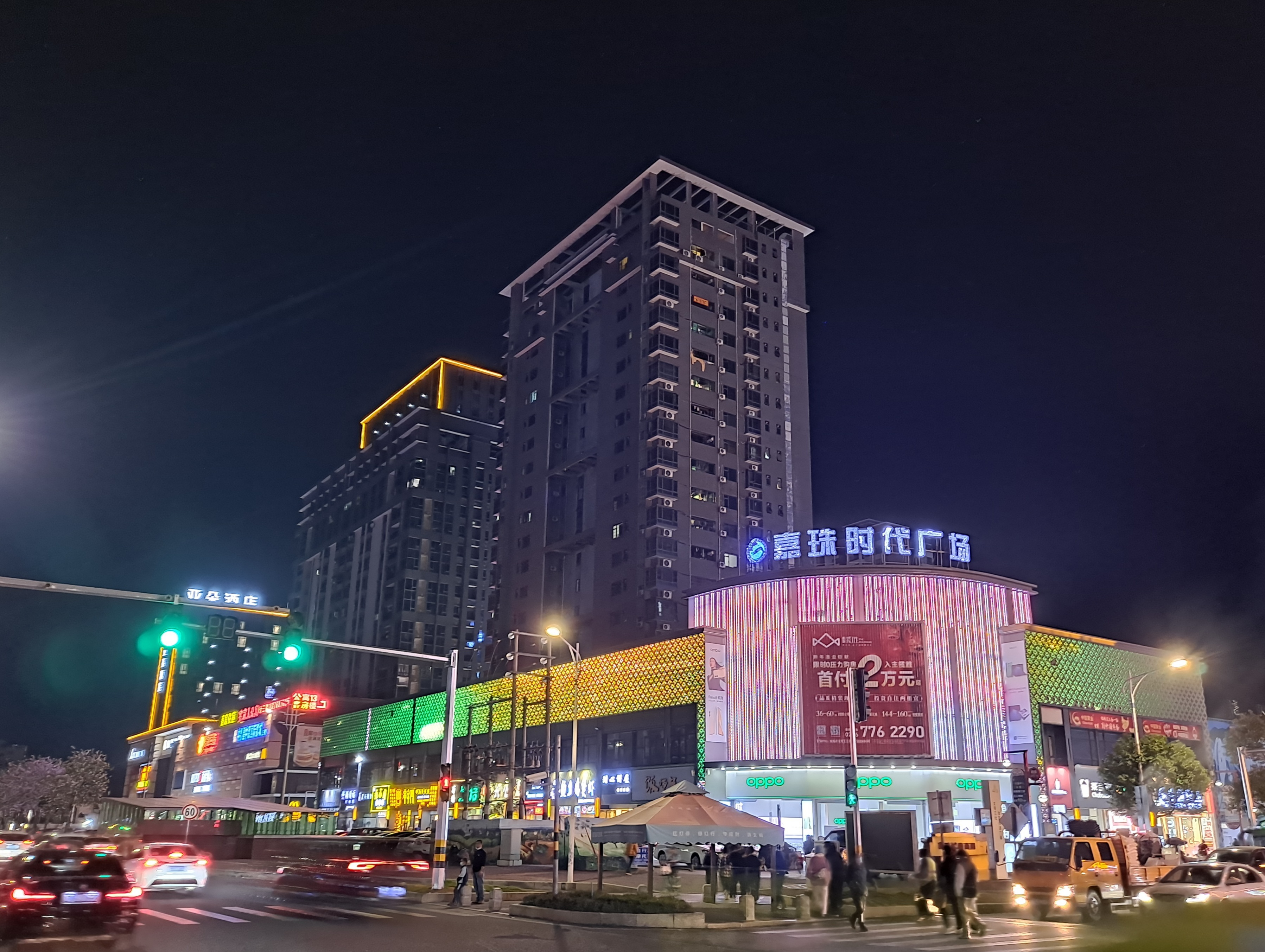
珠海三灶镇月堂夜色

三灶镇是中国广东省珠海市金湾区下辖镇。三灶镇辖区面积96平方公里，下辖3个社区4个村，总人口近15万人，户籍人口3.3万，外来人口11万多人。

## 行政区划
三灶镇下辖以下村级行政区划单位
三灶社区、金海岸社区、草堂湾社区、鱼月村、鱼林村、中心村和海澄村。

## 其他
三灶镇的轎頂山上設有珠海市氣象局和澳門地球物理氣象局共同使用的珠澳天氣雷達。